# Філон Лихопій
Філон Лихопій (*рік нар. невід. — †рік см. невід) — український військовий діяч, кошовий отаман Запорозької січі у 1687 та 1688 роках, козацький дипломат.
У документах зустрічається також із ім'ям Филимон Лихопій.

## Життєпис
Про місце народження й родину Філона Лихопоя нічого невідомо. Замолоду перебрався на Запорізьку Січ. Кошовим став у 1687 році після Федора Іваника, за часів гетьмана Івана Самойловича. Із загоном запорожців брав участь у московсько-українському поході проти кримських татар навесні 1687 року, яким командували князь Василь Голіцин та гетьман Іван Самойлович. Козаки Лихопоя дали вдалий бій турецько-татарським військам поблизу Кизикермена.
Втім восени козаки позбавили Лихопоя булави й передали її Григорію Сагайдачному. У грудні 1687 року Філон Лихопій очолював козацьке посольство до Москви. Навесні 1688 року запорозькі козаки знову обрали Лихопоя кошовим отаманом. Він звернувся з письмовим протестом до московського воєводи Григорія Косагова, вимагаючи, щоб московські поселенці повернули козакам їхні угіддя на річці Самара. Внаслідок інтриг Москви Філона Лихопоя було позбавлено булави наприкінці 1688 року.
У 1693 році Лихопій організовує вдалий похід на Кизикермен. У 1697–1703 роках був опішнянським сотником Гадяцького полку. Був допитаний московитами після Полтавської битви  1709 року. Про подальшу його долю немає жодних відомостей. Прямі нащадки мешкали й досі мешкають в с. Опішня Полтавської області.

## Родина
Відомо, що дружину звали Тетяна. Разом у шлюбі мали щонайменше одного сина:
- Петро Лихопій, полковий зборщик гадяцький (1727 рік), значковий товариш Чернігівського полку.